# John Oster
Pour les articles homonymes, voir Oster (homonymie).
John Oster, né le 8 décembre 1978 à Boston (Angleterre), est un ancien footballeur international gallois qui évolue au poste de milieu de terrain.